# Firenze Rocks
Il Firenze Rocks è un festival musicale che si svolge con cadenza annuale dal 2017 presso la Visarno Arena nel Parco delle Cascine a Firenze. Il festival vede la partecipazione di artisti e gruppi della scena rock mondiale.

## 2017
L'edizione 2017 del festival si è tenuta dal 23 al 25 giugno 2017. Il 24 giugno avrebbero dovuto esibirsi i Cranberries, ma problemi di salute della cantante Dolores O'Riordan hanno costretto il gruppo ad annullare la data. In sostituzione verrà inserita in scaletta l'esibizione di Samuel, cantante dei Subsonica.
| 23 giugno                                                | 24 giugno                                                 | 25 giugno                                                          |
| -------------------------------------------------------- | --------------------------------------------------------- | ------------------------------------------------------------------ |
| Aerosmith Placebo Deaf Havana Jack Lukeman Soviet Soviet | Eddie Vedder Glen Hansard Samuel Eva Pevarello Altre Di B | System of a Down Prophets of Rage Don Broco Mallory Knox Appaloosa |

## 2018
L'edizione 2018 del festival si è tenuta dal 14 al 17 giugno.. Al termine della manifestazione il Comune di Firenze ha reso noto che in totale sono state 210.000 le persone che hanno assistito all'evento.
| 14 giugno                                                                       | 15 giugno                                     | 16 giugno                                      | 17 giugno                                                        |
| ------------------------------------------------------------------------------- | --------------------------------------------- | ---------------------------------------------- | ---------------------------------------------------------------- |
| Foo Fighters The Kills Wolf Alice Frank Carter & The Rattlesnakes Mama's Anthem | Guns N' Roses Volbeat Baroness The Pink Slips | Iron Maiden Helloween Jonathan Davis Shinedown | Ozzy Osbourne Avenged Sevenfold Judas Priest Tremonti Amphitrium |

## 2019
L'edizione 2019 del festival si è tenuta dal 13 al 16 giugno. La seconda giornata, caratterizzata dall'esibizione di Ed Sheeran ha fatto registrare l'affluenza record di circa 65.000 persone.
| 13 giugno                                                     | 14 giugno                                       | 15 giugno                                                                         | 16 giugno                                          |
| ------------------------------------------------------------- | ----------------------------------------------- | --------------------------------------------------------------------------------- | -------------------------------------------------- |
| Tool Smashing Pumpkins Dream Theater Skindred Badflower Fiend | Ed Sheeran Snow Patrol Zara Larsson Matt Simons | Eddie Vedder Glen Hansard Nothing but Thieves The Struts The Amazons Jameson Burt | The Cure Sum 41 Editors Balthazar Siberia Bangcock |

## 2022
| 16 giugno                               | 17 giugno                                      | 18 giugno                                             | 19 giugno                                                  |
| --------------------------------------- | ---------------------------------------------- | ----------------------------------------------------- | ---------------------------------------------------------- |
| Green Day Weezer Matteo Crea Radio Days | Muse Placebo The Mysterines The Ramona Flowers | Red Hot Chili Peppers Nas Tedua Remi Wolf Savana Funk | Metallica Greta Van Fleet Jerry Cantrell The Blind Monkeys |

## 2023
Per quest'anno la manifestazione si è ridotta a due sole giornate, sabato 17 e domenica 18 giugno. 
| 17 giugno                                                | 18 giugno                                   |
| -------------------------------------------------------- | ------------------------------------------- |
| The Who Tom Morello Lucio Corsi Piqued Jacks Le Distanze | Maroon 5 Jack Shears d4vd The Reytons Isoci |

## 2024
Anche questa edizione si è articolata in due sole giornate, giovedì 13 e sabato 15 giugno.
| 13 giugno                                                 | 15 giugno                         |
| --------------------------------------------------------- | --------------------------------- |
| Avenged Sevenfold Bowling For Soup Bob Vylan Cemetery Sun | Tool The Struts dEUS Night Verses |

## 2025
Questa edizione si tiene dal 12 al 15 giugno, per un totale di tre giornate.
| 12 giugno                                                           | 13 giugno                                                   | 15 giugno                                        |
| ------------------------------------------------------------------- | ----------------------------------------------------------- | ------------------------------------------------ |
| Guns N' Roses Falling in Reverse Rival Sons The Warning Dirty Honey | Korn Public Enemy Enter Shikari Soft Play Atwood LOccasione | Green Day Weezer Shame Bad Nerves Punkcake Revue |